# Kifeküdtem én a magas tetőre
A Kifeküdtem én a magas tetőre kezdetű magyar népdalt Kodály Zoltán gyűjtötte az Udvarhely vármegyei Székelydobón 1910-ben.
Tinódi Lantos Sebestyén Egervár viadaláról szóló énekének dallama 1553-ból.
Második versszaka azonos az A citrusfa levelestől, ágastól szövegével.
Feldolgozás:
| Szerző        | Mire          | Mű                     |
| ------------- | ------------- | ---------------------- |
| Halmos László | ének, zongora | Pianoforte IV. 19. dal |

## Kotta és dallam
Kifeküdtem én a magas tetőre,

ellopták a kis pej lovam mellőlem,

ha ellopták, nem vallottam nagy kárát,

száz dinnyéből kinyerem én az árát.
Tinódi Lantos Sebestyén eredeti dallama:
| Ti magyarok már Istent imádjátok, és őneki nagy hálákat adjatok, jelösben Tiszán innét kik lakoztok, egri vitézeknek sok jót mondjatok. | Feldolgozás: \| Szerző \| Mire \| Mű \| \| ------------- \| ------------- \| ----------------------------------- \| \| Ludvig József \| ének, zongora \| Hej, Rákóczi, Bercsényi…, 25. kotta \| |                                     |
| Szerző | Mire | Mű                                  |
| Ludvig József | ének, zongora | Hej, Rákóczi, Bercsényi…, 25. kotta |

## Felvételek
- Kifeküdtem én a magas tetőre. cimbalom.nl (Hozzáférés: 2016. április 29.) (audió) arch
- Dallampélda: Kifeküdtem én a magas tetőre. Antal Andrásné Kovács Emerencia  Magyar népdaltípusok példatára (1983. június 19.)  (Hozzáférés: 2016. április 29.) (kotta, szöveg, audió)
- Kifeküdtem én a magas tetőre. Csóka Anita  YouTube (2015. március 19.)  (audió)